# Minneapolis Miracle
Il Minneapolis Miracle (conosciuto anche come Minnesota Miracle) è la giocata finale della gara del divisional playoff della National Football Conference (NFC) tra i Minnesota Vikings e i New Orleans Saints il 14 gennaio 2018 durante i playoff della stagione 2017 della National Football League.
I Vikings hanno sconfitto i Saints 29–24 con un passaggio da touchdown da 61 yard dal quarterback Case Keenum al wide receiver Stefon Diggs. È stata la prima gara di playoff della storia della NFL in cui il touchdown vincente è stato segnato mentre il tempo stava scadendo alla fine dei tempi regolamentari.

## Sommario della gara
I Vikings si sono portati in vantaggio per 17–0 nel primo tempo grazie ai touchdown dei running back Jerick McKinnon e Latavius Murray, oltre che con un field goal dell'ex placekicker dei Saints Kai Forbath. La difesa di Minnesota, che si era classificata al primo posto della lega nella stagione regolare, ha controllato l'attacco di New Orleans, forzando due intercetti del quarterback dei Saints Drew Brees e non concedendo la conversione di alcun terzo down nel primo tempo. I Saints non erano stati tenuti a zero punti nel primo tempo da tre anni.
Ad ogni modo, i Saints riuscirono a tornare in partita nel secondo tempo. Brees ha passato un touchdown da 14 yard per Michael Thomas a 78 secondi dal termine del terzo quarto, accorciando il risultato a 17–7. Dopo un intercetto subito da Case Keenum ad opera della safety Marcus Williams, Brees ha passato il secondo touchdown a Thomas all'inizio del quarto periodo, portando New Orleans a 3 punti di distanza da Minnesota. I Vikings hanno risposto con un field goal da 49 yard di Forbath, portandosi in vantaggio 20–14.
A tre minuti dal termine della gara, i Saints passarono per la prima volta in vantaggio per 21–20 con un passaggio da 14 yard da Brees al running back rookie Alvin Kamara. A 1:29 dal termine Forbath realizzò un field goal da 53 yard riportando in vantaggio la squadra di casa per 23–21. Brees rispose guidando i Saints a percorrere tutto il campo in 64 secondi, permettendo a Wil Lutz di segnare da 43 yard il field goal del vantaggio per 24–23 con 25 secondi rimanenti.

## La giocata
A 10 secondi dal termine con il pallone sulla propria linea delle 39 yard, Keenum ha lanciato un passaggio per Stefon Diggs vicino alla linea laterale destra, con una giocata denominata "Buffalo Right, Seven Heaven." I Vikings hanno utilizzato il nome "Seven Heaven" poiché il quarterback ha soprannominato la traccia numero 7 (quella che stava correndo Diggs), "qualcosa che accade in Paradiso" (Heaven in inglese) anche se l'intento originario di Diggs doveva essere quello di ricevere il pallone e uscire dall'area di gioco per fermare il cronometro e tentare un field goal.
Diggs ha ricevuto il pallone mentre Williams in tuffo, tentando di mettere a segno un placcaggio, si è scontrato con il cornerback Ken Crawley, permettendo all'avversario di correre dentro la end zone mentre il tempo si esauriva. Ritenendo la gara conclusa, la folla dello stadio si è riversata in campo, mentre la maggior parte dei giocatori dei Saints è rientrata negli spogliatoi. In seguito entrambe le squadre hanno fatto ritorno in campo per il tentativo di conversione dell'extra point obbligatorio, benché inutile ai fini del risultato finale, durante il quale Case Keenum ha guidato il famoso coro “Skol, Vikings,” dopo di che si è inginocchiato per terminare ufficialmente la gara.

## Eventi successivi

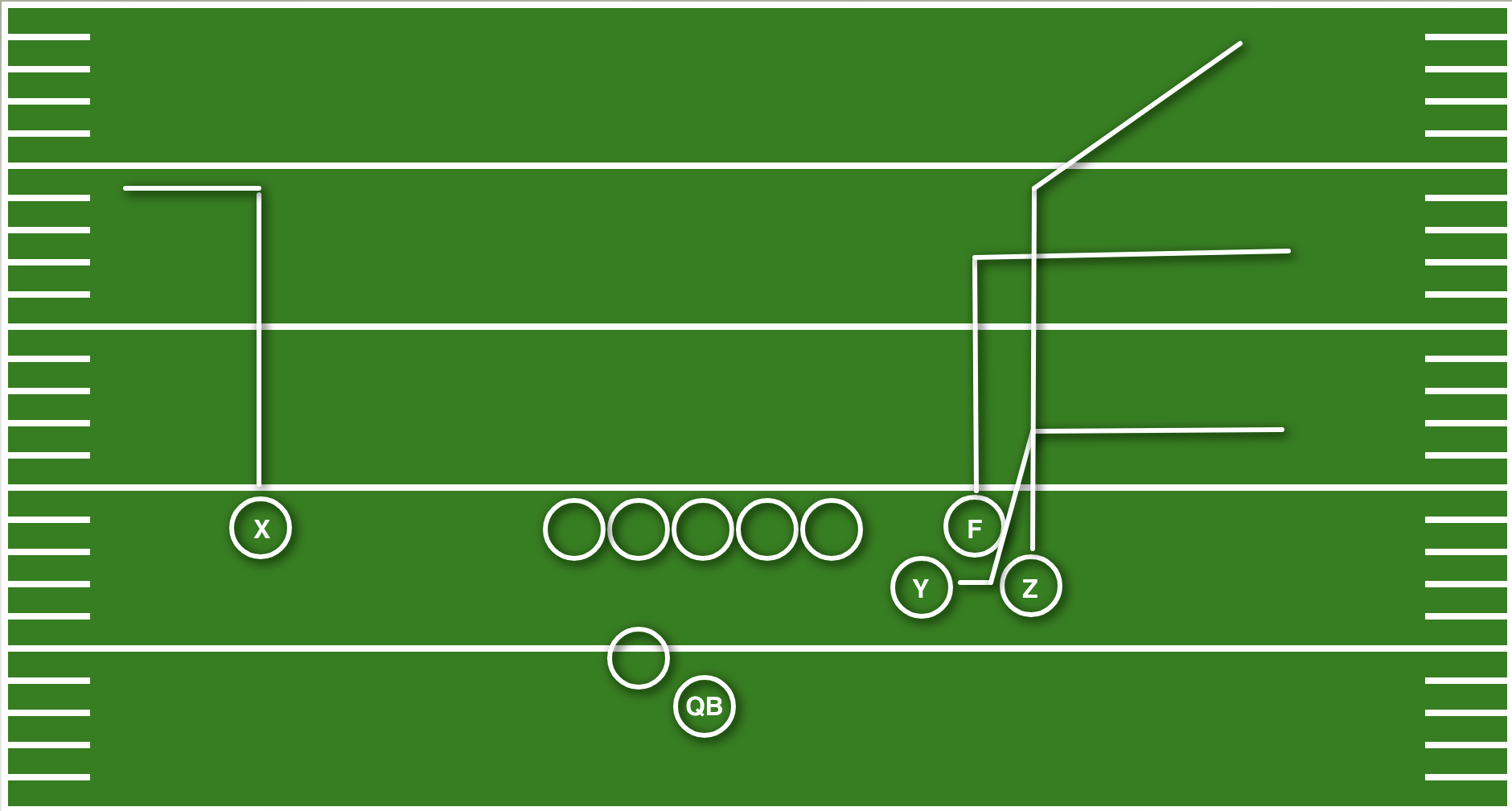
Lo schema della giocata

Il termine Minneapolis Miracle è stato coniato dal commentatore radiofonico dei Vikings Paul Allen mentre stava commentando l'azione, in quella che è stata definita dal giornalista di SB Nation Harry Lyles Jr. come "la perfetta radiocronaca della giocata". Il telecronista di ESPN in lingua spagnola Romulo Mendonça ha utilizzato la frase "Milagre de Minnesota" durante il suo commento in diretta.
Il giornalista di NFL.com Marc Sessler ha definito immediatamente la partita un "instant classic", degna di entrare tra le più celebri della storia della NFL, Diversi commentatori hanno definito la gara come il termine dei vari episodi sfortunati che avevano colpito i Vikings nei playoff. Keenum e Diggs sono stati acclamati per la loro impresa nel finale della contesa. Molti analisti invece hanno criticato Williams per il suo tuffo verso Diggs invece di provare a placcarlo.
Con la vittoria, gli Vikings si sono recati a Filadelfia per affrontare i Philadelphia Eagles nella finale di conference. Lì i padroni di casa hanno battuto Minnesota, 38–7, negando la loro la possibilità di diventare il primo club a disputare il Super Bowl in casa. Gli Eagles hanno poi vinto il Super Bowl LII, battendo i New England Patriots, 41–33.